# Карабаново (Одесская область)
Карабаново (укр. Карабанове) — село, относится к Захарьевскому району Одесской области Украины.
Население по переписи 2001 года составляло 414 человека. Почтовый индекс — 66711. Телефонный код — 4860. Занимает площадь 1,77 км². Код КОАТУУ — 5125281901.

## Местный совет
66711, Одесская обл., Захарьевский р-н, с. Карабаново